# Kyōka Okamura
Kyōka Okamura (jap. 岡村 恭香, Okamura Kyōka; * 6. Oktober 1995 in der Präfektur Okayama) ist eine japanische Tennisspielerin.

## Karriere
Okamura begann mit fünf Jahren mit dem Tennisspielen, ihr bevorzugter Belag ist der Hartplatz. Auf Turnieren der ITF Women’s World Tennis Tour gewann sie bislang drei Einzel- und elf Doppeltitel. 
Ihr erstes Match als Profispielerin bestritt Okamura im Mai 2011 in Karuizawa. Ihren ersten Sieg feierte sie dann im November 2013 beim $10.000-Turnier in Antalya, wo sie im Achtelfinale scheiterte. Im April 2014 erreichte sie beim Turnier in Bangkok ihr erstes Einzelfinale, das sie gegen ihre Landsfrau Michika Ozeki mit 4:6 und 3:6 verlor.
Auf der WTA Tour trat Okamura erstmals in der Qualifikation zu den Japan Women’s Open Tennis 2014 an; sie verlor ihr Auftaktmatch gegen Olha Sawtschuk mit 5:7 und 3:6. Auch ihr erstes Match bei der Qualifikation zu den Toray Pan Pacific Open 2015 gegen Sessil Karatantschewa hat sie verloren. Im Doppel trat sie mit Miyabi Inoue an; sie unterlagen in Runde eins ihren Landsfrauen Eri Hozumi und Miyu Katō knapp mit 6:3, 4:6 und [7:10]. Ihren bislang größten Erfolg im Einzel feierte Okamura im August 2015 beim $25.000-Turnier in Noto mit dem Einzug ins Endspiel, in dem sie der Taiwanerin Lee Ya-hsuan mit 3:6, 6:3 und 6:711 ebenfalls nur knapp unterlag.

## Turniersiege

### Einzel
| Nr. | Datum           | Turnier    | Kategorie   | Belag     | Finalgegnerin          | Ergebnis        |
| --- | --------------- | ---------- | ----------- | --------- | ---------------------- | --------------- |
| 1.  | 22. Mai 2016    | Kurume     | ITF $50.000 | Rasen     | Nigina Abduraimova     | 7:610, 1:6, 7:5 |
| 2.  | 28. August 2022 | Gaoyang    | ITF W25     | Hartplatz | Peangtarn Plipuech     | 1:6, 6:4, 6:3   |
| 3.  | 5. Januar 2025  | Nonthaburi | ITF W75     | Hartplatz | Kathinka von Deichmann | 7:5, 1:6, 7:5   |

### Doppel
| Nr. | Datum              | Turnier             | Kategorie   | Belag             | Partnerin          | Finalgegnerinnen                             | Ergebnis          |
| --- | ------------------ | ------------------- | ----------- | ----------------- | ------------------ | -------------------------------------------- | ----------------- |
| 1.  | 13. September 2014 | Kyōto               | ITF $10.000 | Hartplatz (Halle) | Makoto Ninomiya    | Ayaka Okuno Michika Ozeki                    | 6:3, 6:3          |
| 2.  | 28. März 2015      | Nishitama           | ITF $10.000 | Hartplatz         | Akiko Yonemura     | Kanae Hisami Kotomi Takahata                 | 2:6, 6:2, [10:5]  |
| 3.  | 10. Juni 2017      | Tokio               | ITF $25.000 | Hartplatz         | Rika Fujiwara      | Momoko Kobori Kotomi Takahata                | 6:2, 6:0          |
| 4.  | 17. Juni 2017      | Kōfu                | ITF $25.000 | Hartplatz         | Rika Fujiwara      | Hiroko Kuwata Riko Sawayanagi                | 7:64, 6:3         |
| 5.  | 22. Oktober 2017   | Hamamatsu           | ITF $25.000 | Teppich           | Rika Fujiwara      | Lu Jiajing Ayaka Okuno                       | 6:2, 6:4          |
| 6.  | 7. April 2018      | Kashiwa             | ITF $25.000 | Hartplatz         | Ayaka Okuno        | Han Na-lae Robu Kajitani                     | 6:2, 6:2          |
| 7.  | 15. Juni 2019      | Barcelona           | ITF W60     | Sand              | Moyuka Uchijima    | Marina Bassols Ribera Yvonne Cavalle-Reimers | 7:67, 6:4         |
| 8.  | 13. Juli 2019      | Ulanqab             | ITF W25     | Hartplatz         | Peangtarn Plipuech | Sun Xuliu Wang Meiling                       | 4:6, 7:5, [13:11] |
| 9.  | 6. Februar 2021    | Scharm asch-Schaich | ITF W15     | Hartplatz         | Liang En-shuo      | Magali Kempen Schalimar Talbi                | 1:6, 6:4, [10:3]  |
| 10. | 9. April 2022      | Chiang Rai          | ITF W25     | Hartplatz         | Peangtarn Plipuech | Ma Yexin Xun Fangying                        | 4:6, 6:3, [10:5]  |
| 11. | 27. August 2022    | Goyang              | ITF W25     | Hartplatz         | Peangtarn Plipuech | Kim Da-bin Punnin Kovapitukted               | 6:1, 6:0          |